# アメリカ合衆国の在外公館の一覧

アメリカ合衆国の在外公館が設置されている国

アメリカ合衆国の在外公館の一覧では、アメリカ合衆国が派遣している外交使節団（大使館、総領事館、領事館等）を挙げる。

## 概要
独立戦争中の1779年に、ベンジャミン・フランクリンがパリにおいて独立戦争への協力・参戦を求める活動を行ったことが、アメリカ初の外交活動とされている。1782年には、ジョン・アダムズがネーデルランド連邦共和国議会においてアメリカ独立の承認を可決させることに成功し、アダムズ自身が初代駐オランダ大使となり、ハーグにおいて購入した邸宅が、アメリカ史上初の大使館となった。
独立後は、トーマス・ジェファーソンやジョン・アダムズ、フランシス・ダナ、ジョン・ジェイなどが、ジョージ・ワシントンによって、ヨーロッパ各国の支配者にアメリカ独立の認知を広めるべく、派遣されることとなった。国務省の最初の50年は、アメリカの領土・国境に関して、ヨーロッパ各国との交渉を行うことが重視された。
1790年には、当時のイギリスにとって大西洋貿易の拠点であり、かつての13植民地にとっても経済的に重要な港であったリヴァプールに、ワシントン大統領が派遣したジェームズ・モーリーによって、初めて領事館が開設された。
アメリカにとって最初の海外における資産で、かつ最も長く保有されているのは、1821年にモロッコ国王のムーレイ・スリマーネが、タンジェに与えた公使館（en:American Legation, Tangier）である。19世紀の間、アメリカにおける外交活動の予算は最小限に抑えられていた。各国で資産を保有せず、各国駐在使節にも官邸を与えず、最小限の給与しか与えず、地位も大使ではなく公使に留めた。
19世紀の後半に国務省は、アジアでの商業ネットワークの拡大や、リベリアの樹立、南部の外交活動の妨害、北部でその存在を確保することに腐心し続けた。
アメリカの世界的な優越性は、20世紀に明白なものとなり、国務省はその多国間との関係を運営する為に、外交に莫大な予算を投入することとなり、2019年に中華人民共和国に抜かれて第2位に転落するまでは世界最大の外交ネットワークを誇っていた。

## アジア
| - アゼルバイジャン - 在アゼルバイジャン大使館 (バクー) - アルメニア - 在アルメニア大使館 (エレバン) - インド - 在インド大使館 (ニューデリー) - 在チェンナイ総領事館 (チェンナイ) - 在コルカタ総領事館 (コルカタ) - 在ムンバイ総領事館 (ムンバイ) - 在ハイデラバード総領事館 (ハイデラバード) - インドネシア - 在インドネシア大使館 (ジャカルタ) - 在スラバヤ総領事館 (スラバヤ) - 在デンパサール領事事務所 (デンパサール) - ウズベキスタン - 在ウズベキスタン大使館 (タシケント) - カザフスタン - 在カザフスタン大使館 (アスタナ) - 在アルマトイ領事事務所 (アルマトイ) - カンボジア - 在カンボジア大使館 (プノンペン) - キルギス - 在キルギス大使館 (ビシュケク) - ジョージア - 在ジョージア大使館 (トビリシ) - シンガポール - 在シンガポール大使館 (シンガポール) - スリランカ - 在スリランカ大使館 (コロンボ) - タイ - 在タイ大使館 (バンコク) - 在チェンマイ総領事館 (チェンマイ) - タジキスタン - 在タジキスタン大使館 (ドゥシャンベ) - 韓国 - 在大韓民国大使館 (ソウル) - 中華人民共和国 - 在中華人民共和国大使館 (北京) - 在瀋陽総領事館 (瀋陽) - 在広州総領事館 (広州) - 在上海総領事館 (上海) - 在武漢総領事館 (武漢) - 在香港総領事館 (香港) | - トルクメニスタン - 在トルクメニスタン大使館 (アシガバート) - 日本 - 駐日アメリカ合衆国大使館 (東京) - 在札幌米国総領事館 (札幌) - 在名古屋米国領事館 (名古屋) - 駐大阪・神戸米国総領事館 (大阪) - 在福岡米国領事館 (福岡) - 在沖米国総領事館 (浦添) - ネパール - 在ネパール大使館 (カトマンズ) - パキスタン - 在パキスタン大使館 (イスラマバード) - 在カラチ総領事館 (カラチ) - 在ラホール領事館 (ラホール) - 在ペシャーワル領事館 (ペシャーワル) - バングラデシュ - 在バングラデシュ大使館 (ダッカ) - 東ティモール - 在東ティモール大使館 (ディリ) - フィリピン - 在フィリピン大使館 (マニラ) - 在セブ総領事館 (セブ) - ブルネイ - 在ブルネイ大使館 (バンダルスリブガワン) - ベトナム - 在ベトナム大使館 (ハノイ) - 在ホーチミン総領事館 (ホーチミン市) - マレーシア - 在マレーシア大使館 (クアラルンプール) - ミャンマー - 在ミャンマー大使館 (ヤンゴン) - モンゴル - 在モンゴル大使館 (ウランバートル) - ラオス - 在ラオス大使館 (ヴィエンチャン) - 台湾 (米国在台湾協会) - 台北事務所 (台北) - 高雄支所 (高雄) |

## アメリカ州
| - アルゼンチン - 在アルゼンチン大使館 (ブエノスアイレス) - アンティグア・バーブーダ - 在アンティグア・バーブーダ大使館 (セントジョンズ) - ウルグアイ - 在ウルグアイ大使館 (モンテビデオ) - エクアドル - 在エクアドル大使館 (キト) - 在グアヤキル総領事館 (グアヤキル) - エルサルバドル - 在エルサルバドル大使館 (サンサルバドル) - ガイアナ - 在ガイアナ大使館 (ジョージタウン) - カナダ - 在カナダ大使館 (オタワ) - 在カルガリー総領事館 (カルガリー) - 在ハリファックス総領事館 (ハリファックス) - 在モントリオール総領事館 (モントリオール) - 在ケベック総領事館 (ケベック) - 在トロント総領事館 (トロント) - 在バンクーバー総領事館 (バンクーバー) - 在ウィニペグ領事館 (ウィニペグ) - キューバ - 在ハバナ米国利害関係窓口 (ハバナ) - グアテマラ - 在グアテマラ大使館 (グアテマラ市) - グレナダ - 在グレナダ大使館 (セントジョージズ) - コスタリカ - 在コスタリカ使館 (サンホセ) - コロンビア - 在コロンビア大使館 (ボゴタ) - 在カルタヘナ領事事務所 (カルタヘナ) - ジャマイカ - 在ジャマイカ大使館 (キングストン) - スリナム - 在スリナム大使館 (パラマリボ) - チリ - 在チリ大使館 (サンティアゴ・デ・チレ) - ドミニカ共和国 - 在ドミニカ共和国大使館 (サント・ドミンゴ) - トリニダード・トバゴ - 在トリニダード・トバゴ大使館 (ポート・オブ・スペイン) - ニカラグア - 在ニカラグア大使館 (マナグア) - ハイチ - 在ハイチ大使館 (ポルトープランス) - パナマ - 在パナマ大使館 (パナマ市) | - バハマ - 在バハマ大使館 (ナッソー) - パラグアイ - 在パラグアイ大使館 (アスンシオン) - バルバドス - 在バルバドス大使館 (ブリッジタウン) - ブラジル - 在ブラジル大使館 (ブラジリア) - 在リオデジャネイロ総領事館 (リオデジャネイロ) - 在サンパウロ総領事館 (サンパウロ) - 在レシフェ領事館 (レシフェ) - 在ベレン領事事務所 (ベレン) - 在フォルタレザ領事事務所 (フォルタレザ) - 在マナウス領事事務所 (マナウス) - 在ポルト・アレグレ領事事務所 (ポルト・アレグレ) - 在サルヴァドール領事事務所 (サルヴァドール) - ベネズエラ - 在ベネズエラ大使館 (カラカス) - 在マラカイボ領事事務所 (マラカイボ) - ベリーズ - 在ベリーズ大使館 (ベルモパン) - ペルー - 在ペルー大使館 (リマ) - 在クスコ領事事務所 (クスコ) - ボリビア - 在ボリビア大使館 (ラパス) - ホンジュラス - 在ホンジュラス大使館 (テグシガルパ) - メキシコ - 在メキシコ大使館 (メキシコシティ) - 在シウダー・フアレス総領事館 (シウダー・フアレス) - 在グアダラハラ総領事館 (グアダラハラ) - 在マタモロス総領事館 (マタモロス) - 在モンテレイ総領事館 (モンテレイ) - 在ティフアナ総領事館 (ティフアナ) - 在エルモシージョ領事館 (エルモシージョ) - 在メリダ領事館 (メリダ) - 在ノガレス領事館 (ノガレス) - 在ヌエボ・ラレド領事館 (ヌエボ・ラレド) - 在アカプルコ領事事務所 (アカプルコ) - 在サンルーカス領事事務所 (サンルーカス岬) - 在カンクン領事事務所 (カンクン) - 在シウダード・アクニャ領事事務所 (シウダ・アクーニャ) - 在コスメル領事事務所 (コスメル) - 在イスタパ領事事務所 (イスタパ) - 在マサトラン領事事務所 (マサトラン) - 在オアハカ領事事務所 (オアハカ) - 在ピエドラス・ネグラス領事事務所 (ピエドラス・ネグラス) - 在プエルト・バヤルタ領事事務所 (プエルト・バヤルタ) - 在レイノサ領事事務所 (レイノサ) - 在サン・ルイス・ポトシ領事事務所 (サン・ルイス・ポトシ) - 在サン・ミゲル・デ・アジェンデ領事事務所 (サン・ミゲル・デ・アジェンデ) |

## ヨーロッパ
| - アイスランド - 在アイスランド大使館 (レイキャビク) - アイルランド - 在アイルランド大使館 (ダブリン) - アルバニア - 在アルバニア大使館 (ティラナ) - イギリス - 在英国大使館 (ロンドン) - 在エディンバラ総領事館 (エディンバラ) - 在ベルファスト総領事館 (ベルファスト) - 在ハミルトン総領事館 (ハミルトン) - イタリア - 在イタリア大使館 (ローマ) - 在ミラノ総領事館 (ミラノ) - 在フィレンツェ総領事館 (フィレンツェ) - 在ナポリ総領事館 (ナポリ) - 在パレルモ領事事務所 (パレルモ) - 在ジェノヴァ領事事務所 (ジェノヴァ) - 在ヴェネツィア領事事務所 (ヴェネツィア) - ウクライナ - 在ウクライナ大使館 (キエフ) - エストニア - 在エストニア大使館 (タリン) - オーストリア - 在オーストリア大使館 (ウィーン) - オランダ - 在オランダ大使館 (ハーグ) - 在アムステルダム総領事館 (アムステルダム) - 在ウィレムスタッド総領事館 (ウィレムスタッド) - ギリシャ - 在ギリシャ大使館 (アテネ) - 在テッサロニキ総領事館 (テッサロニキ) - クロアチア - 在クロアチア大使館 (ザグレブ) - コソボ - 在コソボ大使館 (プリシュティナ) - スイス - 在スイス大使館 (ベルン) - 在チューリッヒ総領事館 (チューリッヒ) - 在ジュネーヴ総領事館 (ジュネーヴ) - スウェーデン - 在スウェーデン大使館 (ストックホルム) - スペイン - 在スペイン大使館 (マドリッド) - 在バルセロナ総領事館 (バルセロナ) - スロバキア - 在スロバキア大使館 (ブラチスラヴァ) - スロベニア - 在スロベニア大使館 (リュブリャナ) - セルビア - 在セルビア大使館 (ベオグラード) - チェコ - 在チェコ大使館 (プラハ) - デンマーク - 在デンマーク大使館 (コペンハーゲン) | - ドイツ - 在ドイツ大使館 (ベルリン) - 在フランクフルト総領事館 (フランクフルト) - 在ライプツィヒ総領事館 (ライプツィヒ) - 在デュッセルドルフ総領事館 (デュッセルドルフ) - 在ハンブルク総領事館 (ハンブルク) - 在ミュンヘン総領事館 (ミュンヘン) - ノルウェー - 在ノルウェー大使館 (オスロ) - バチカン - 在バチカン大使館 ( イタリア・ローマ) - ハンガリー - 在ハンガリー大使館 (ブダペスト) - フィンランド - 在フィンランド大使館 (ヘルシンキ) - フランス - 在フランス大使館 (パリ) - 在ストラスブール総領事館 (ストラスブール) - 在マルセイユ総領事館 (マルセイユ) - ブルガリア - 在ブルガリア大使館 (ソフィア) - ベラルーシ - 在ベラルーシ大使館 (ミンスク) - ベルギー - 在ベルギー大使館 (ブリュッセル) - ポーランド - 在ポーランド大使館 (ワルシャワ) - 在クラクフ総領事館 (クラクフ) - ボスニア・ヘルツェゴビナ - 在ボスニア・ヘルツェゴビナ大使館 (サラエボ) - 在バニャ・ルカ領事事務所 (バニャ・ルカ) - 在モスタル領事事務所 (モスタル) - ポルトガル - 在ポルトガル大使館 (リスボン) - 在ポンタ・デルガダ領事館 (ポンタ・デルガダ) - 北マケドニア - 在マケドニア大使館 (スコピエ) - マルタ - 在マルタ大使館 (バレッタ) - モルドバ - 在モルドバ大使館 (キシナウ) - モンテネグロ - 在モンテネグロ大使館 (ポドゴリツァ) - ラトビア - 在ラトビア大使館 (リガ) - リトアニア - 在リトアニア大使館 (ヴィリニュス) - ルーマニア - 在ルーマニア大使館 (ブカレスト) - ルクセンブルク - 在ルクセンブルク大使館 (ルクセンブルク市) - ロシア - 在ロシア大使館 (モスクワ) - 在エカテリンブルク総領事館 (エカテリンブルク) - 在ウラジオストク総領事館 (ウラジオストク) - 在サンクトペテルブルク総領事館 (サンクトペテルブルク) |

## 中東
| - アラブ首長国連邦 - 在アラブ首長国連邦大使館 (アブダビ) - 在ドバイ総領事館 (ドバイ) - イエメン - 在イエメン大使館 (サナア) - イスラエル - 在イスラエル大使館 (エルサレム) - 在イスラエル大使館テルアビブ事務所 (テルアビブ) - 在エルサレム総領事館 (エルサレム) - イラク - 在イラク大使館 (バグダード) - オマーン - 在オマーン大使館 (マスカット) - カタール - 在カタール大使館 (ドーハ) - キプロス - 在キプロス大使館 (ニコシア) | - クウェート - 在クウェート大使館 (クウェート市) - サウジアラビア - 在サウジアラビア大使館 (リヤド) - 在ダーラン総領事館 (ダーラン) - 在ジッダ総領事館 (ジッダ) - シリア - 在シリア大使館 (ダマスカス) - トルコ - 在トルコ大使館 (アンカラ) - 在イスタンブール総領事館 (イスタンブール) - 在アダナ領事館 (アダナ) - バーレーン - 在バーレーン大使館 (マナーマ) - ヨルダン - 在ヨルダン大使館 (アンマン) - レバノン - 在レバノン大使館 (ベイルート) |

## アフリカ
| - アルジェリア - 在アルジェリア大使館 (アルジェ) - アンゴラ - 在アンゴラ大使館 (ルアンダ) - ウガンダ - 在ウガンダ大使館 (カンパラ) - エジプト - 在エジプト大使館 (カイロ) - エチオピア - 在エチオピア大使館 (アディスアベバ) - エリトリア - 在エリトリア大使館 (アスマラ) - ガーナ - 在ガーナ大使館 (アクラ) - カーボベルデ - 在カーボベルデ大使館 (プライア) - ガボン - 在ガボン大使館 (リーブルヴィル) - カメルーン - 在カメルーン大使館 (ヤウンデ) - ガンビア - 在ガンビア大使館 (バンジュール) - ギニア - 在ギニア大使館 (コナクリ) - ギニアビサウ - 在セネガル大使館領事事務所 (ビサウ) - ケニア - 在ケニア大使館 (ナイロビ) - コートジボワール - 在コートジボワール大使館 (アビジャン) - コンゴ共和国 - 在コンゴ共和国大使館 (ブラザヴィル) - コンゴ民主共和国 - 在コンゴ民主共和国大使館 (キンシャサ) - ザンビア - 在ザンビア大使館 (ルサカ) - シエラレオネ - 在シエラレオネ大使館 (フリータウン) - ジブチ - 在ジブチ大使館 (ジブチ市) - ジンバブエ - 在ジンバブエ大使館 (ハラレ) - スーダン - 在スーダン大使館 (ハルツーム) - エスワティニ - 在スワジランド大使館 (ムババーネ) - 赤道ギニア - 在赤道ギニア大使館 (マラボ) - セネガル - 在セネガル大使館 (ダカール) - タンザニア - 在タンザニア大使館 (ダルエスサラーム) | - チャド - 在チャド大使館 (ンジャメナ) - 中央アフリカ - 在中央アフリカ大使館 (バンギ) - チュニジア - 在チュニジア大使館 (チュニス) - トーゴ - 在トーゴ大使館 (ロメ) - ナイジェリア - 在ナイジェリア大使館 (アブジャ) - 在ラゴス総領事館 (ラゴス) - ナミビア - 在ナミビア大使館 (ウィントフック) - ニジェール - 在ニジェール大使館 (ニアメ) - ブルキナファソ - 在ブルキナファソ大使館 (ワガドゥグー) - ブルンジ - 在ブルンジ大使館 (ブジュンブラ) - ベナン - 在ベナン大使館 (コトヌー) - ボツワナ - 在ボツワナ大使館 (ハボローネ) - マダガスカル - 在マダガスカル大使館 (アンタナナリボ) - マラウイ - 在マラウィ大使館 (リロングウェ) - マリ - 在マリ大使館 (バマコ) - 南アフリカ共和国 - 在南アフリカ共和国大使館 (プレトリア) - 在ケープタウン総領事館 (ケープタウン) - 在ダーバン総領事館 (ダーバン) - 在ヨハネスブルグ総領事館 (ヨハネスブルグ) - 南スーダン - 在南スーダン大使館 (ジュバ) - モーリシャス - 在モーリシャス大使館 (ポートルイス) - モーリタニア - 在モーリタニア大使館 (ヌアクショット) - モザンビーク - 在モザンビーク大使館 (マプト) - モロッコ - 在モロッコ大使館 (ラバト) - 在カサブランカ総領事館 (カサブランカ) - リビア - 在リビア大使館 (トリポリ) - リベリア - 在リベリア大使館 (モンロビア) - ルワンダ - 在ルワンダ大使館 (キガリ) - レソト - 在レソト大使館 (マセル) |

## 大洋州
| - オーストラリア - 在オーストラリア大使館 (キャンベラ) - 在メルボルン総領事館 (メルボルン) - 在シドニー総領事館 (シドニー) - 在パース領事館 (パース) - サモア - 在サモア大使館 (アピア) - ニュージーランド - 在ニュージーランド大使館 (ウェリントン) - 在オークランド総領事館 (オークランド) | - パプアニューギニア - 在パプアニューギニア大使館 (ポートモレスビー) - パラオ - 在パラオ大使館 (コロール) - フィジー - 在フィジー大使館 (スバ) - マーシャル諸島 - 在マーシャル諸島大使館 (マジュロ) - ミクロネシア連邦 - 在ミクロネシア連邦大使館 (コロニア) |

## 国際機関代表部
| - 国際連合代表部 (ニューヨーク) - 欧州連合代表部 (ブリュッセル) - 北大西洋条約機構 (ブリュッセル) - ジュネーヴ国際機関代表部 (ジュネーヴ) - 国際民間航空機関代表部 (モントリオール) | - 経済協力開発機構代表部 (パリ) - 国際連合教育科学文化機関代表部 (パリ) - 国際連合食糧農業機関代表部 (ローマ) - ウィーン国際機関代表部 (ウィーン) - 欧州安全保障協力機構代表部 (ウィーン) - 米州機構代表部 (ワシントンD.C.) |